# Trofeo femminile Rugby Europe 2015
Il Trofeo femminile Rugby Europe 2015 (in francese Trophée européen féminin de rugby à XV 2015) fu la 19ª edizione del torneo europeo di rugby a 15 femminile organizzato da Rugby Europe.
Per la prima volta organizzato in Svizzera, si tenne a Unterägeri tra il 30 ottobre e il 1º novembre 2015 e fu disputato da 4 squadre nazionali, Belgio, Repubblica Ceca, Russia e le padrone di casa elvetiche.
Vincitrici del torneo furono le Leonesse del Belgio, che in finale batterono 50-20 proprio la Svizzera.

## Formula
Il torneo si svolse con la formula della Final Four: la Svizzera fu accoppiata in semifinale la Russia e al Belgio la Repubblica Ceca.
Alla finale per il titolo accedettero le vincitrici delle due citate semifinali, mentre fu prevista anche la gara di consolazione per il terzo posto per le due sconfitte.
Tutte le gare si svolsero al Kunstrasen Schönenbüel di Unterägeri, comune del canton Zugo.

## Squadre partecipanti
- Belgio
- Rep. Ceca
- Russia
- Svizzera

## Risultati
|  | Semifinali | Semifinali | Semifinali |          |        | Finale          | Finale          | Finale          |  |
|  |            |            |            |          |        |                 |                 |                 |  |
|  | Belgio     | Belgio     | 20         |          |        |                 |                 |                 |  |
|  | Belgio     | Belgio     | 20         |          |        |                 |                 |                 |  |
|  | Rep. Ceca  | Rep. Ceca  | 3          |          |        |                 |                 |                 |  |
|  | Rep. Ceca  | Rep. Ceca  | 3          |          | Belgio | Belgio          | 50              |                 |  |
|  |            |            |            |          | Belgio | Belgio          | 50              |                 |  |
|  |            |            | Svizzera   | Svizzera | 20     |                 |                 |                 |  |
|  | Russia     | Russia     | Svizzera   | Svizzera | 20     | 12              |                 |                 |  |
|  | Russia     | Russia     |            |          |        | 12              |                 |                 |  |
|  | Svizzera   | Svizzera   | 27         |          |        | Finale 3º posto | Finale 3º posto | Finale 3º posto |  |
|  | Svizzera   | Svizzera   | 27         |          |        |                 |                 |                 |  |
|  |            |            |            |          |        |                 |                 |                 |  |
|  |            |            |            |          |        | Russia          | Russia          | 41              |  |
|  |            |            |            |          |        | Russia          | Russia          | 41              |  |
|  |            |            |            |          |        | Rep. Ceca       | Rep. Ceca       | 15              |  |

### Semifinali
| Arbitro: | Beatrice Benvenuti |

|                              |      |             |
| Degrave 5’, 12’ Blondiau 56’ | mt   |             |
| D'haeseleir 12’              | tr   |             |
| Rossignol 34’                | c.p. | 11’ Zítková |

| Arbitro: | Alhambra Nievas |

|                          |    |                                            |
| Rybakova 14’ Bobkova 17’ | mt | 6’ Walti 33’ Thole 60’, 70’ Pagnot 78’ Fux |
| Kulkova 14’              | tr | 60’ Casparis                               |

### Finale per il 3º posto
| Arbitro: | Matt Sandell |

|                         |      |                                                                             |
| Pokorná 58’ Čuprová 67’ | mt   | 6’ Bankerova 32’, 60’ Pavlova 44’, 48’ Bobkova 72’ Artamonova 77’ Achmedova |
| Havelková 67’           | tr   | 32’, 48’ Dammer 77’ Bankerova                                               |
| Čuprová 36’             | c.p. |                                                                             |

### Finale
| Arbitro: | Beatrice Benvenuti |

|                                                                             |      |                                |
| 10’ Briquet 14’ Blondiau 30’ Portier 51’, 75’, 80’ D'haeseleir 73’ Dedonder | mt   | 43’ Dick 56’ Shearer 63’ Walti |
| 10’, 14’, 51’, 73’, 75’, 80’ D'haeseleir                                    | tr   | 63’ Fux                        |
| 3’ D'haeseleir                                                              | c.p. |                                |
|                                                                             | drop | 28’ Casparis                   |